# Карпе (Савона)
Карпе је насеље у Италији у округу Савона, региону Лигурија.
Према процени из 2011. у насељу је живело 74 становника. Насеље се налази на надморској висини од 411 м.